# Asynapta aurangabadensis
Asynapta aurangabadensis är en tvåvingeart som beskrevs av Sharma 1987. Asynapta aurangabadensis ingår i släktet Asynapta och familjen gallmyggor. Inga underarter finns listade i Catalogue of Life.